# Weißkirchen an der Traun
Weißkirchen an der Traun – gmina w Austrii, w kraju związkowym Górna Austria, w powiecie Wels-Land. Liczy 3285 mieszkańców (1 stycznia 2015).